# Scinax catharinae
Scinax catharinae är en groddjursart som först beskrevs av George Albert Boulenger 1888.  Scinax catharinae ingår i släktet Scinax och familjen lövgrodor. IUCN kategoriserar arten globalt som livskraftig. Inga underarter finns listade i Catalogue of Life.